# Августин Кентерберијски
Августин Кентерберијски (прва трећина 6. века — 26. мај 604) био је бенедиктински монах који је постао први надбискуп Кентерберија 598. године. Сматра се за Апостола Енглеске и оснивача цркве у Енглеској. Био је један од чланова Грегоријанске мисије.